# Kaduna (stato)
Il Kaduna è uno Stato della federazione nigeriana; confina a nord con il Katsina, il Zamfara e il Kano, a sud con l'Abuja Federal Capital Territory e il Nassarawa a est con il Plateau e il Bauchi, a ovest con il Niger (stato nigeriano).
La capitale omonima è il maggior centro della regione insieme alla città di Zaria situata nel nord.

## L'introduzione della Shari'a
Il Kaduna è uno degli Stati in cui l'introduzione della Shari'a è stata più dolorosa: in uno Stato piuttosto frammentato dal punto di vista etnico e religioso ha provocato una grossa spaccatura sociale tra gli Hausa-Fulani (di fede musulmana) e le altre etnie della regione (di religione prevalentemente cristiana).
Le tensioni già presenti tra musulmani e cristiani prima dell'introduzione della legge islamica, sono diventate vere e proprie guerre civili.
Gli Igbo, gruppo etnico presente in vari stati della Nigeria, di religione cristiana, come in quasi tutta la Nigeria, sono completamente esclusi dal potere e inevitabilmente è scoppiata la rivolta contro gli Hausa.
Dopo 3 anni di guerre ancora non si è trovato un compromesso e le parti sono lontane dall'accordarsi; gli Hausa continuano a rifiutare l'abolizione della Shari'a.

## Attentati
Sulla scia degli attentati condotti dal gruppo fondamentalista islamico Boko Haram per cacciare i cristiani dal Nord del Paese, anche lo Stato di Kaduna è stato inevitabilmente coinvolto. L'8 aprile 2012, in occasione della Pasqua, un attentato con esplosivo vicino a una chiesa a Kaduna ha causato almeno venti morti e decine di feriti. Il 17 giugno 2012 tre attentati condotti contro chiese cristiane in occasione della messa domenicali hanno provocato 23 morti e oltre 80 feriti.

## Popolazione
- Etnie: Hausa-Fulani 60% Igbo 10% Yoruba 10% Kataf 8% Egba 5% Ebira 4% Nupe 3%
- Religione: musulmani 50% cristiani 45% animisti 5%
- Altre città: Zaria, Igabi

## Suddivisioni
Lo stato di Kaduna  è suddiviso in ventitré aree a governo locale (local government areas):
- Birnin Gwari
- Chikun
- Giwa
- Igabi
- Ikara
- Jaba
- Jema'a
- Kachia
- Kaduna North
- Kaduna South
- Kagarko
- Kajuru
- Kaura
- Kauru
- Kubau
- Kudan
- Lere
- Makarfi
- Sabon Gari
- Sanga
- Soba
- Zangon Kataf
- Żarki